# Pontogenia soelae
Pontogenia soelae är en ringmaskart som beskrevs av Watson Russell 1991. Pontogenia soelae ingår i släktet Pontogenia och familjen Aphroditidae. Inga underarter finns listade i Catalogue of Life.